# 영화특급
《영화특급》은 1991년 12월 14일부터 2011년 1월 1일까지 방송되었던 영화 프로그램이다.

## 역사
1991년 12월 14일 첫 방송을 시작하여 토요일에 편성되었으나, 《주말의 명화》와 《토요명화》와의 경쟁을 피하지 못하고. 1992년 봄 개편을 계기로 방송 시간이 금요일 황금 시간대로 조정되었다가, 높은 시청률과 인기를 얻으며 동시간대 1위를 기록하는 등 큰 호응을 얻었다. 방송 시간이 자주 변경될 수 있었으며, 편성 전략이나 외부 변수에 따라 유동적으로 조정되었다.
1998년부터 시청률 하락이 시작되었으며, 2001년 봄철 프로그램 개편으로 인해 해당 시간대에 토론 프로그램이 편성되면서 방송 요일과 시간이 변경되었고, 이에 많은 영화 팬들의 항의를 받았다.
일요일 밤 10시 50분 또는 11시 40분으로 시간대를 옮긴 결과 시청률은 급격히 하락하였으며, 이러한 추세는 수년간 지속되었다. 2009년 5월 토요일로 방송 시간을 다시 조정하였으나, 2011년 새해 첫 주를 끝으로 20년 만에 프로그램은 폐지 수순을 밟게 되었다.

## 방송 시작 시간
- 기본 편성표에는 방송 분량을 1시간 40분으로 잡았으나, 방송하는 작품에 따라 방송 종료 시간이 일정하지 않았다.
- 편성 상황에 따라서 유동적으로 바뀌는 경우가 많았다. 그리고 특집 프로그램 때문에 결방하는 경우도 있었다.

- 1991년 12월 14일 ~ 1992년 3월 21일 : 매주 토요일 밤 10시 20분
- 1992년 3월 27일 ~ 1993년 10월 15일  : 매주 금요일 저녁 8시 50분
- 1993년 10월 22일 ~ 1994년 1월 28일 : 매주 금요일 밤 9시 50분
- 1994년 2월 4일 ~ 1994년 4월 8일 : 매주 금요일 밤 9시 40분
- 1994년 4월 15일 ~ 1994년 10월 21일 : 매주 금요일 밤 9시 45분
- 1994년 10월 28일 ~ 1995년 4월 14일 : 매주 금요일 밤 9시 50분
- 1995년 4월 21일 ~ 1995년 7월 7일 : 매주 금요일 저녁 8시 50분
- 1995년 9월 8일 ~ 1995년 10월 20일 : 매주 금요일 밤 9시 20분
- 1995년 10월 27일 ~ 1997년 10월 17일 : 매주 금요일 밤 9시 50분
- 1997년 10월 31일 ~ 1998년 1월 30일 : 매주 금요일 밤 10시
- 1998년 2월 6일 ~ 1998년 2월 27일 : 매주 금요일 밤 9시
- 1998년 3월 6일 ~ 1998년 10월 2일 : 매주 금요일 밤 9시 55분
- 1998년 10월 9일 ~ 2001년 4월 27일 : 매주 금요일 밤 10시 55분
- 2001년 5월 6일 ~ 2002년 2월 24일 : 매주 일요일 밤 10시 50분
- 2002년 3월 3일 ~ 2004년 5월 2일 : 매주 일요일 밤 11시 40분
- 2004년 5월 9일 ~ 2005년 4월 24일 : 매주 일요일 밤 11시 45분
- 2005년 4월 30일 ~ 2006년 5월 20일 : 매주 토요일 밤 11시 55분
- 2006년 5월 27일 ~ 2007년 5월 19일 : 매주 토요일 밤 12시 5분
- 2007년 5월 26일 ~ 2008년 4월 12일 : 매주 토요일 밤 1시
- 2008년 5월 18일 ~ 2008년 10월 12일 : 매주 일요일 밤 1시 10분
- 2008년 10월 19일 ~ 2008년 11월 30일 : 매주 일요일 밤 1시
- 2008년 12월 7일 ~ 2009년 1월 4일 : 매주 일요일 밤 1시 10분
- 2009년 1월 11일 ~ 2009년 4월 19일 : 매주 일요일 밤 1시
- 2009년 5월 2일 ~ 2011년 1월 1일 : 매주 토요일 밤 1시 20분

## 시청률
20세기 말까지 높은 시청률과 인기를 누렸으나, 21세기가 시작되면서 케이블TV와 위성방송 채널, 그리고 초고속 인터넷 가입자 수가 증가함에 따라 인기가 점차 하락했다. 특히 2007년 이후 영화 작품들이 낮은 시청률로 고전하면서, 다매체·다채널 시대에 접어들었다. 또한 KT와 SK브로드밴드 등의 선후발 업체들이 IPTV 서비스를 상용화하면서 가입자 수가 포화 상태에 이르렀고, 이에 따라 더 이상 지상파 방송에서 높은 시청률을 기대하기 어렵다는 판단이 나온 것으로 분석된다.

## 같이 보기
- 일요명화 (SBS) - 1997년 10월 19일에 폐지됨, 과거
- 시네클럽 (SBS) - 2008년 4월 28일에 폐지됨, 과거

## 경쟁 영화 프로그램
- 목요시네마  (iTV 인천방송)  - 1999년 9월 2일에 폐지됨, 과거
- iTV 토요시네마 (iTV 경인방송) - 2004년 12월 25일에 폐지됨, 과거
- 토요명화 (KBS 2TV) - 2007년 11월 4일에 폐지됨, 과거
- 토요영화 KBS 프리미어 (KBS 2TV) - 2008년 11월 22일에 폐지됨, 과거
- 일요특선 (KBS 2TV) - 1996년 4월 28일에 폐지됨, 과거
- MBC 주말의 명화 (MBC TV) - 2010년 10월 30일에 폐지됨, 과거
- MBC 일요심야극장 (MBC TV) - 2004년 5월 2일에 폐지됨, 과거
- MBC 금요영화천국 (MBC TV) - 2007년 5월 18일에 폐지됨, 과거
- MBC 일요영화특선 (MBC TV) - 2007년 9월 16일에 폐지됨, 과거
- 위성극장 (KBS2 (위성), KBS 위성) - 2002년 2월 24일에 폐지됨, 과거
- 명화극장 (KBS 1TV) - 2014년 12월 26일에 폐지됨, 과거
- 고전영화극장 (EBS TV) - 2017년 2월 24일에 폐지됨, 과거
- OBS 시네마 (OBS 경인TV) - 현재
- KTV 시네마 (KTV) - 현재
- 세계의 명화 (EBS TV) - 현재
- 일요시네마 (EBS TV) - 현재
- 한국영화특선 (EBS TV) - 현재
- 수요극장 (EBS TV) - 2014년 9월 10일에 폐지됨, 과거
- EBS 금요극장 (EBS TV) - 2013년 8월 23일에 폐지되었다가 2017년 3월 3일에 부활했다가 2019년 8월 16일에 다시 폐지됨, 과거